# Cola di Rienzo
Cola di Rienzo, född 1313 i Rom, död 8 oktober 1354 i Rom, var en italiensk folkledare.
Vid mitten av 1300-talet var Rom en skugga av sin forna storhet. Pest och malaria härjade, påven residerade i Avignon och adelsfamiljer som Colonna, Orsini och Frangipane bekrigade varandra. Ett tillstånd av anarki rådde i den påvelösa staden. 
Då framträdde Cola di Rienzo med visioner om att återupprätta Roms forna glans. Pingstdagen 1347 tågade han och hans anhängare från kyrkan Sant'Angelo in Pescheria till Capitolium, där han lät sig väljas till folktribun, men råkade då omedelbart i konflikt med de mäktiga adelsfamiljerna. Han tvingades fly till Prag och utlämnades några år senare till Avignon. Påven manade honom att ånyo konfrontera sina fiender i Rom.
Cola di Rienzo inrättade i augusti 1354 en typ av ”folklig diktatur”, men motståndet mot honom kom att bli honom övermäktigt, och han mördades vid ett upplopp några månader senare.
Richard Wagner komponerade en opera om Cola di Rienzo kallad Rienzi, den siste tribunen.

## Bilder
| - Staty föreställande Cola di Rienzo, utförd av Girolamo Masini (1887). Capitolium i Rom. - Byst i Pinciolunden. - Minnestavla vid Cola di Rienzos födelsehus vid Via di San Bartolomeo de' Vaccinari i Rom. |